# Tigrioides minima
Tigrioides minima là một loài bướm đêm thuộc phân họ Arctiinae, họ Erebidae.